# 2. ceremonia wręczenia Oscarów
2. ceremonia rozdania Oscarów odbyła się 3 kwietnia 1930 roku w Hotelu Ambassador w Los Angeles. 

## Laureaci i nominowani
Nominacje nie były oficjalne, a jedynie były propozycjami członków komisji, które nagrody nie otrzymały, ale były brane pod uwagę w trakcie głosowań na poszczególne kategorie.
Dla wyróżnienia zwycięzców poszczególnych kategorii, napisano ich pogrubioną czcionką oraz umieszczono na przedzie (tj. poza kolejnością nominacji).

### Najlepszy Film
- wytwórnia: Metro-Goldwyn-Mayer − Melodia Broadwayu
- wytwórnia: United Artists − Alibi
- wytwórnia: Metro-Goldwyn-Mayer − Hollywood Revue
- wytwórnia: FOX − W starej Arizonie
- wytwórnia: Paramount Pictures − Patriota

### Najlepszy Aktor
- Warner Baxter – W starej Arizonie
- George Bancroft − U wrót śmierci
- Chester Morris − Alibi
- Paul Muni − Śmiałek(inne języki)
- Lewis Stone − Patriota

### Najlepsza Aktorka
- Mary Pickford − Kokietka
- Ruth Chatterton − Madame X
- Betty Compson − The Barker
- Jeanne Eagels − List
- Bessie Love − Melodia Broadwayu
- Corinne Griffith − Królowa bez korony

### Najlepszy Reżyser
- Frank Lloyd − Królowa bez korony
- Lionel Barrymore − Madame X
- Harry Beaumont − Melodia Broadwayu
- Irving Cummings − W starej Arizonie
- Ernst Lubitsch − Patriota
- Frank Lloyd − Drag(inne języki) i Weary River(inne języki)

### Najlepszy Scenariusz
- Hanns Kräly − Patriota
- Tom Barry(inne języki) − W starej Arizonie i Śmiałek(inne języki)
- Elliott Clawson(inne języki) − Trzej przyjaciele(inne języki), Sal of Singapore(inne języki), The Cop(inne języki) i Skyscraper(inne języki)
- Josephine Lovett(inne języki) − Nasze roztańczone córki
- Bess Meredyth− Wonder of Women(inne języki) i Władczyni miłości
- Hanns Kräly − Koniec pani Cheyney(inne języki)

### Najlepsze Zdjęcia
- Clyde De Vinna(inne języki) − Białe cienie
- John F. Seitz(inne języki) − Królowa bez korony
- Ernest Palmer(inne języki) − Cztery diabły
- Arthur Edeson(inne języki) − W starej Arizonie
- George Barnes(inne języki) − Nasze roztańczone córki
- Ernest Palmer(inne języki) − Anioł ulicy

### Najlepsza Scenografia i Dekoracja Wnętrz
- Cedric Gibbons − Mosty San Luis Rey
- Mitchell Leisen − Dynamit
- William Cameron Menzies − Alibi i Przebudzenie
- Hans Dreier − Patriota
- Harry Oliver(inne języki) − Anioł ulicy